# 梅洛蘭 (加利福尼亞州)
梅洛蘭（英語：Meloland）是位於美國加利福尼亞州因皮里爾縣的一個非建制地區。該地的面積和人口皆未知。

## 地理
梅洛蘭的座標為32°48′11″N 115°26′51″W / 32.80306°N 115.44750°W，而該地的平均海拔高度為-16米（即-52英尺）。